# Замокшинский
Замокшинский — посёлок в Мокшанском районе Пензенской области. Входит в состав Плесского сельсовета.

## География
Находится в северной части Пензенской области на расстоянии приблизительно 17 км на северо-запад от районного центра поселка Мокшан на правом берегу реки Мокша.

## История
Известен с 1926 года. В 1955 году колхоз имени Андреева. В 2004 году- 1 хозяйство.

## Население
Численность населения: 92 человека (1926), 69 (1939), 71 (1959), 22 (1979), 9 (1989), 2 (1996). Население составляло 2 человека (русские 100 %) в 2002 году, 1 в 2010.